# Galenika
Galenika A.D. är ett serbiskt läkemedelsföretag baserat i Zemun, Serbien, som kontrollerar en tredjedel av läkemedelsmarknadsandel i landet. Galenika grundades 1945 och är en stor läkemedelstillverkare på Balkan med export till Europa, Afrika och Asien.
Galenika är fortfarande ett statligt ägt bolag, men företaget går gradvis mot en privatiserat modell. Serbiens regering meddelade sin avsikt att privatisera Galenika under 2013.
Galenika tillverkar Ksalol (Alprazolam), Bensedin (Diazepam), Rivotril (Klonazepam) med mera.